# 다이렉트인풋
다이렉트인풋(DirectInput)은 컴퓨팅에서 마우스, 키보드 또는 게임패드와 같은 입력 장치를 통해 컴퓨터 사용자로부터 입력을 수집하기 위한 레거시 마이크로소프트 API이다. 또한 사용자가 게임 내의 특정 동작을 입력 장치의 버튼과 축에 할당할 수 있는 동작 매핑 시스템을 제공한다. 또한 촉각 피드백(입력/출력) 장치를 처리한다. 마이크로소프트는 엑스박스 360 컨트롤러용으로 특별히 XInput이라는 새로운 입력 라이브러리를 도입했다.
다이렉트인풋 및 XInput은 일반 Win32 입력 이벤트에 비해 이점을 제공한다.
- 이를 통해 애플리케이션이 백그라운드에 있을 때에도 입력 장치에서 데이터를 검색할 수 있다.
- 모든 유형의 입력 장치와 햅틱 피드백을 완벽하게 지원한다.
- 작업 매핑을 통해 애플리케이션은 해당 입력을 생성한 장치 종류를 알 필요 없이 입력 데이터를 검색할 수 있다.

다이렉트인풋은 DirectX 라이브러리의 일부를 구성하지만 DirectX 8(2001-2002) 이후 크게 개정되지 않았다. 마이크로소프트는 새로운 응용 프로그램이 다이렉트인풋(멜트다운 2005 슬라이드쇼에 표시된 대로) 대신 키보드 및 마우스 입력에 윈도우 메시지 루프를 사용하고 컨트롤러에 다이렉트인풋 및 기타 레거시 API(예: XInput) 대신 게임인풋을 사용할 것을 권장한다.